# Acne infantum
Acne infantum (synonym: Acne infantilis, Acne juvenilis, Säuglingsakne, Kleinkindakne) bezeichnet die Akne im vorpubertären Kindesalter. Die regelmäßig von Knoten-, Fistel- und Narbenbildung begleitete, besonders schwere Verlaufsform wird Acne conglobata infantum genannt.

## Epidemiologie
Acne infantum kann schon im Säuglingsalter von drei bis sechs Monaten auftreten. Jungen sind häufiger betroffen als Mädchen.

## Symptome
Die Hautveränderungen sind auf das Gesicht und hier speziell auf die Wangenregion begrenzt. Es entstehen viele dichtstehende Mitesser (Komedonen) und vereinzelte Papeln und Pusteln. Tieferliegende Knoten mit Einschmelzung und Narbenbildung kommen seltener vor.

## Ursachen
Es wird eine vorübergehende gesteigerte Produktion von männlichen Geschlechtshormonen (Androgene) diskutiert. Beruht die Erkrankung auf einer angeborenen, temporären Hyperplasie der Nebennieren, kann mit einer Normalisierung innerhalb von 6 bis 9 Monaten gerechnet werden.
Das Krankheitsbild tritt aber auch als Symptom von hormonproduzierenden Tumoren oder im Rahmen des adrenogenitalen Syndroms auf, die daher sorgfältig ausgeschlossen werden müssen.

## Therapie
Zu den Allgemeinmaßnahmen bei der Behandlung gehört eine milde Hautreinigung und der Verzicht auf fettende Salben. Zuweilen wird die Lokalbehandlung mit azelainsäurehaltigen Präparaten empfohlen. Als therapeutische Alternativen werden Benzoylperoxid und Adapalen genannt. Da kleine Kinder und insbesondere Säuglinge eine wesentlich dünnere Haut haben als Jugendliche oder Erwachsene, was die Aufnahme von Wirkstoffen über die Haut deutlich erhöht, ist hierbei streng auf Konzentration und Anwendungsdauer zu achten. Fälle mit starker Pustelbildung können eine systemische Antibiotika-Therapie (z. B. mit Erythromycin) erforderlich machen. Bei Acne conglobata infantum kann im Einzelfall die systemische Behandlung mit Isotretinoin indiziert sein.